# Jules Pyncket
Jules Pyncket, dit aussi Odo-Jules Pyncket, né le 23 avril 1907 à Rumbeke et mort le 18 février 1989 à Menin, est un coureur cycliste belge, indépendant de 1926 à 1939.

## Palmarès
- 1926
  - 3e de Lille-Dunkerque-Lille
- 1929
  - 3e du Circuit franco-belge
  - 3e de Tourcoing-Dunkerque-Tourcoing
  - 3e du Circuit minier et métallurgique du Nord
- 1930
  - 2e de Tourcoing-Dunkerque-Tourcoing
  - 3e du Circuit franco-belge
- 1931
  - Lille-Dunkerque-Lille
  - 3e de Tourcoing-Dunkerque-Tourcoing
  - 3e du Tour des Flandres des indépendants
- 1934
  - 2e du Circuit du Port de Dunkerque
- 1935
  - Paris-Valenciennes
  - Paris-Lens
  - 2e du Tour du Nord
- 1937
  - Circuit de la Vallée de l'Aa
- 1938
  - 3e du Circuit de la Vallée de l'Aa
- 1939
  - 3e du Circuit de la Vallée de l'Aa